# Bab Aghmat
Bab Aghmat (en arabe : باب أغمات) est la porte sud-est principale de la médina de Marrakech, Maroc.
La porte date à l'origine d'environ 1126 lorsque l'émir almoravide Ali ibn Yusuf a construit les premiers murs de la ville mais elle a été modifiée depuis cette époque. Elle a été nommée d'après Aghmat, la première capitale des Almoravides avant Marrakech, qui se trouvait dans cette direction (sud/sud-est). La porte peut également avoir été appelée Bab Yintan, bien que cela soit incertain et que ce nom puisse faire référence à une autre porte voisine qui a depuis disparu,.
Comme les autres portes almoravides de la ville, elle a été considérablement modifiée depuis sa construction initiale. À l'origine, il s'agissait très probablement d'un passage coudé qui effectuait un virage complet à 180 degrés, formant ainsi une structure symétrique autour de l'axe du mur : on entrait par le côté extérieur de la médina à l'ouest à travers un bastion sur en passant par un vestibule couvert puis l'on sortait vers l'ouest du bastion du côté intérieur de la médina en passant par une cour à ciel ouvert,. Dans une période beaucoup plus tardive, une cour fortifiée avec un style de construction très différent a été ajoutée à l'extrémité extérieure de la porte, forçant la circulation à effectuer un autre virage à 180 degrés (bien dernièrement, le mur nord de cette cour ait été renversé à permettre un passage plus direct). Un escalier dans le coin nord-est de la guérite mène au toit.